# Solomon Carter Fuller

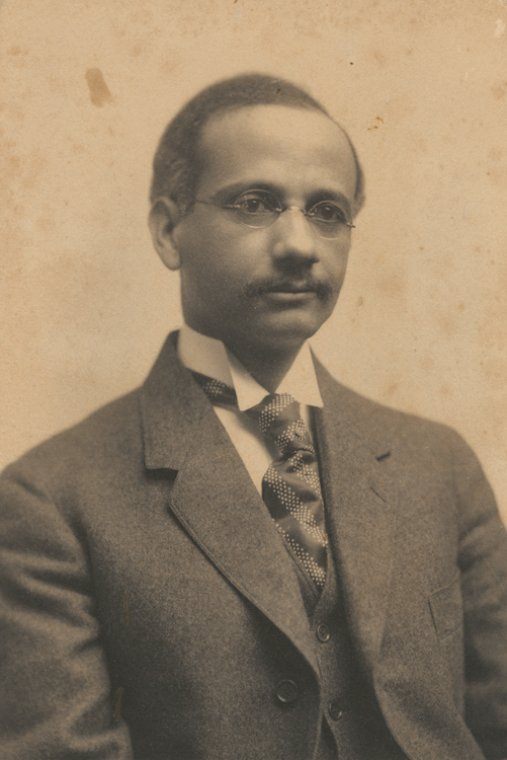
Solomon Carter Fuller

Solomon Carter Fuller (ur. 11 sierpnia 1872 w Monrovii, zm. 16 stycznia 1953 w Massachusetts) – amerykański lekarz psychiatra i neurolog.

## Życiorys
Urodził się w Monrovii w Liberii, jako syn Solomona C. Fullera, amerykańskiego niewolnika któremu zwrócono wolność, i Anny James. W 1889 emigrował do USA. W 1897 ukończył Boston University School of Medicine, która wówczas była jedną z niewielu uczelni otwartych dla Afroamerykanów. Specjalizował się w psychiatrii na Boston University, w Long Island College Hospital i w Westborough State Hospital. Od 1904 do 1905 przebywał w Monachium, gdzie uczył się u Kraepelina, Alzheimera, Schmausa i Bollingera. 
Przez większość kariery praktykował w Westborough State Mental Hospital w Westborough, Massachusetts. Zajmował się wówczas patologią choroby Alzheimera.
Jego żoną była rzeźbiarka Meta Vaux Warrick Fuller (1877-1968).

## Wybrane prace
- Four Cases of Pernicious Anemia among Insane Subjects. New England Medical Gazette (1901)
- The Effects of Belladonna Upon Animal Tissue. In: Test Drug Proving. 0. 0. and L. Society, edited by Prof. H. P. Bellows, 1906.
- A Study of the Neurofibrils in Dementia Paralytica, Dementia Senilis Chronic Alcoholism, Cerebral Lues and Microcephalic Idiocy. Am J Insan (1907)
- Report of a Case of Delerium Tremens, with Autopsy. Proc Soc Neurol Psychiat (1907)
- An Analysis of 100 Cases of Dementia Precox in Men. Proc Soc Neurol Psychiat (1908)
- Cerebral Histology, with Special Reference to Histopathology of the Psychoses. Special Lecture before the Department of Biology, Clark University, Worcester Mass. 1909.
- Preliminary Report of Four Cases of Aphasia, with Serial Sections throughout the Entire Brain in Three. New Eng Soc Psychiat (1909)
- Involutional Melancholia. New Eng Soc Psychiat (1910)
- Neurofibrils in Manic-Depressive Insanity. Manic-Depressive Symposium. New Eng Soc Psychiat (1910)
- An Analysis of 3,140 Admissions to Westborough State Hospital, with Reference to the Diagnosis of Involutional Melancholia. Proceedings of the American Medio-Psychological Association (1911)
- A Study of the Miliary Plaques found in Brains of the Aged. Proceedings of the American Medio-Psychological Association (1911)
- Histopathological Alteration in Cellular Neuroglia and Fibrillary Mesoblastic Components of Cerebral Cortical Interstitium. Boston Med & S J 190, ss. 314-322 (1929)